# 東非深水鰨
東非深水鰨（学名：Bathysolea lagarderae）為輻鰭魚綱鰈形目鰨亞目鰨科的其中一種，為深海魚類，分布於西印度洋馬達加斯加西部海域，棲息深度可達310公尺，體長可達12公分，棲息在底層水域，生活習性不明。